# Окончательный монтаж (фильм, 1998)
«Окончательный монтаж» (англ. Final Cut) — британский фильм 1998 года.

## Сюжет
После похорон Джуда его жена Сэйди собирает всех друзей у него дома, и они просматривают некую видеокассету неизвестного содержания. Оказывается, что это фильм, который Джуд снимал скрытой камерой в течение последних двух лет. Главные герои этого фильма — его ничего не подозревающие друзья.

## В ролях
- Рэй Уинстон — Рэй
- Джуд Лоу — Джуд
- Сэйди Фрост — Сэйди
- Джон Брэкетт — Джон
- Уильям Скалли — Билл
- Марк Бёрдис — Марк
- Перри Бенсон — Тони
- Лиза Марш — Лиза
- Рэй Бёрдис — Бёрдис
- Доминис Анчиано — Доминик
- Холли Дэвидсон — Холли